# نرجس
نرجس، نرگس یا مِلیکا در باور شیعه، نام همسر حسن عسکری، یازدهمین امام شیعیان دوازده‌امامی است. منابع نام‌های گوناگونی را برای او گزارش کرده‌اند که از میان آنها، نام‌های صیقل، نرجس، جدّه، ملیکا و سوسن مشهورترین نام‌هاست. نامدارترین کنیه‌های وی ام محمد و ام قائم، و مشهورترین لقب‌های وی سیدة الاماء و نرگس‌خاتون است.
دربارهٔ نسب او به جهت اختلاف منابع در گزارش سرگذشتش، اتفاق نظر وجود ندارد و از تاریخ زندگانی وی تا پیش از ازدواج با حسن عسکری اطلاعاتی دقیق در دست نیست. از تاریخ درگذشت نرجس‌خاتون نیز منابع سخنی به میان نیاورده‌اند. در روایت شیعه گفته می شود نشانه‌های بارداری نرجس مخفی نگه داشته شد و پس از زایش فرزند، تنها به چهل نفر از نزدیکان نشان داده شد.
در روایت‌های شیعه امامیه، دو روایت دربارهٔ مادر واپسین امام این مذهب آمده‌است؛ بر اساس یک روایت همسر حسن عسکری کنیزی سیاه‌پوست اهل شمال آفریقا (نوبه) بود و نقل دوم، افسانه‌ای است که به اسارت گرفتن شاهزاده روم و کنیزی او نزد حسن عسکری را روایت می‌کند.

## نام و القاب
نام‌های گوناگونی برای نرجس گزارش شده‌است. در سده‌های اخیر، در میان شیعیان امامیه، نام نرجس شناخته‌شده‌ترین نام برای مادر واپسین امامشان بوده‌است. مشهورترین نامی که در منابع به وی نسبت داده شده‌است، صیقل است. امیرمعزی نوشته‌است که از نام‌هایی که برای او یاد کرده‌اند، نرجس، ریحانه، سوسن و مریم است که سه نام نخست اسم گل و گیاه است و مختص برده‌های زن بود.
شیعیان ایران، نام خاتون را برای مادر حجت بن الحسن به‌کار می‌برند. برخی از القابی که به نرجس خاتون نسبت داده شده‌است، عبارتند از: خاتون عرب و خاتون قیامت است. احمد پاکتچی می‌گوید حسن عسکری هیچگاه ازدواج نکرد و تنها با کنیزان خود رابطه داشت و از آنجا که کنیزان زیادی از نژادهای گوناگون داشت، نام‌های مختلفی برای این شخصیت ثبت کرده‌اند.

## در روایت‌های شیعه

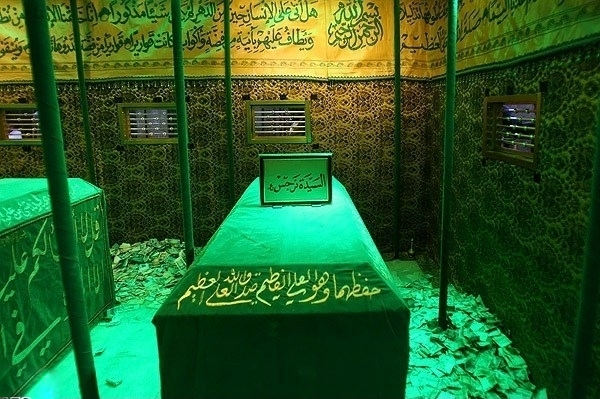
مزار منتسب به نرجس در سامرا

بر اساس روایتی که نرجس‌خاتون را اسیری از بیزانس (روم شرقی) معرفی می‌کند، وی از جانب پدری دختر یشوعا و نوه قیصر بیزانس و از جانب مادری از نوادگان شمعون الصفا -وصی عیسی- بوده‌است. فضل بن شاذان در روایتی بی‌واسطه از حسن عسکری گزارش می‌کند که مادر حجت بن الحسن، دختر پسر قیصر بیزانس است. در این روایت آمده‌است که شاهدخت بیزانسی ابتدا مریم (مادر عیسی) و فاطمه را در خواب می‌بیند که از او می‌خواهند مسلمان شده و به اسارت لشکریان مسلمانان درآید و اینچنین او اسیر شده و به بازار برده‌فروشان سامرا می‌رسد و هادی (امام دهم شیعیان امامیه) او را خریده و به حکیمه‌خاتون و سپس فرزندش، حسن عسکری، می‌سپارد. نشانه‌های بارداری نرجس مخفی نگه داشته شده و پس از زایش فرزند، تنها به چهل نفر از نزدیکان نشان داده می‌شود. امیرمعزی این روایت را بدون شک افسانه‌ای و نمادین دانسته است.
مسعودی، صدوق، کلینی و مجلسی، روایت دیگری را در مقابل گزارش اسارت شاهزاده بیزانس نقل می‌کنند که بر اساس آن، نرجس از کنیزان حکیمه بود و در خانه او به‌دنیا آمده و در آنجا رشد و زندگی کرد.
بر اساس آنچه شیخ صدوق در کمال‌الدین و تمام النعمة و شیخ طوسی در الغیبه گزارش می‌کند، باقر -امام پنجم شیعیان دوازده امامی- در روایتی مادر حجت بن الحسن را برده‌ای سیاه معرفی کرده‌است. به نوشته امیرمعزی، این کنیز اهل نوبه (شمال سودان) گزارش شده‌است.
در تاریخ درگذشت نرگس، اختلافاتی وجود دارد، بنابر روایتی که صدوق آن را در کمال‌الدین و تمام‌النعمة گزارش کرده‌است، نرگس به علت دلبستگی شدیدش به حسن عسکری و تحمل مشکلات و مصائب فراوان که حکومت بر خانواده حسن عسکری روا می‌داشتند، از حسن عسکری تقاضا کرد تا از خدا بخواهد که مرگ وی پیش‌تر از او باشد؛ و همچنین نیز شد. شیخ طوسی در الغیبه، گزارش دیگری را نقل می‌کند که درگذشت نرجس را بعد از حسن عسکری در تاریخی بین ۲۶۱ تا ۳۱۷ ذکر می‌کند. محلاتی از شعری که خبیر محمد سماوی در وصف سامرا سروده‌است، چنین برداشت می‌کند که سال مرگ نرجس، ۲۶۰ ه‍.ق بوده‌است و در پشت مزار حسن عسکری به خاک سپرده شده‌است. بنابر آنچه صاحب معجم البلدان به نقل از یکی از خدمتکاران حسن عسکری گزارش می‌کند، سال درگذشت نرجس، آنطور که بر سنگ مزارش نقش بسته بود، ۲۶۰ ه‍.ق بوده‌است. به باور بهادلی، درست‌ترین دیدگاه دربارهٔ مرگ نرجس، درگذشت او در سال ۲۶۰ و اندکی پس از مرگ حسن عسکری در همان سال بوده‌است. بهادلی قولی که درگذشت نرجس را در زمان حیات همسرش گزارش کرده‌است را ضعیف می‌داند.

## آرامگاه
مزاری که شیعیان امامیه به نرجس منسوب می‌دانند، در کنار همسرش حسن عسکری در شهر سامرا است. از تاریخچهٔ این بنا تا سال ۳۳۳ ه‍.ق (۹۴۵ میلادی) اطلاعاتی ثبت نشده‌است و تنها سماوی در شعری، از بنا شدن گنبدی بر حرم عسکریین به‌دست ناصرالدوله حمدانی گزارش می‌کند. پس از آن در سال ۳۳۷ ه‍.ق (۹۴۸ م) معزالدوله دیلمی صندوقچه‌ای چوبی را بر روی مزارهای حرم عسکریین قرار داد و سپس برادرش در سال ۳۶۸ ه‍.ق (۹۷۸ م) گنبد و بارگاه حرم را بازسازی کرد و صحن را توسعه داد. ارسلان بساسیری در حدود سال ۴۵۰ ه‍.ق (۱۰۵۸ م) بارگاهی دیگر در حرم عسکریین بنا نهاد. این بنا در سال ۶۴۰ ه‍.ق (۱۲۴۲ م) در آتش‌سوزی نابود شد و به دستور مستنصر عباسی، همچون بنای پیشین بازسازی شد. این ساختمان بار دیگر در سال ۱۱۰۶ ه‍.ق (۱۶۹۴ م) دچار آتش‌سوزی گردید و به فرمان شاه سلطان حسین صفوی، تعمیر و بازسازی شد. در این دوره ضریحی در ایران طراحی و بر این قبور نصب گردید. در سال ۱۲۰۰ ه‍.ق (۱۷۸۵ م) به دستور احمدخان دنبلی -حاکم آذربایجان- حرم عسکریین با الگو قرار دادن نقشه حرم امام علی در نجف بازسازی شد. این بازسازی با مرگ احمدخان ناتمام باقی ماند تا فرزندش حسینقلی‌خان به اتمام آن اهتمام کرد. در این دوره بر مزار حکیمه و نرجس ضریحی قرار گرفت. در عصر قاجار، بر اساس وصیت امیرکبیر، ثلث اموالش را برای بازسازی حرم عسکریین استفاده کردند. در این بازسازی، گنبد طلاکاری شد و ایوان و صحن تعمیر شدند. در اوایل قرن چهاردهم هجری، حرم و رواق‌ها آینه‌کاری شدند و ساعتی بزرگ بر در قبله نصب شد. در سال ۱۳۳۹ خورشیدی به کوشش علی اصفهانی کهربایی -از بازرگانان کربلا- ضریحی از نقره بر این آستان قرار گرفت. القاعده در این بارگاه در اسفند ۱۳۸۴ خورشیدی برابر با ۲۳ محرم ۱۴۲۷ ه‍.ق بمب‌گذاری کرده و بر اثر انفجار، گنبد و بخش‌هایی از بنای حرم، از میان رفت.

برای نرگس، زیارت‌نامه‌ای در منابع دست دوم شیعی گزارش شده‌است. اما این زیارت‌نامه به هیچ‌یک از معصومین منتسب نیست.

## در منابع
منابعی که امروزه برای شیعیان امامیهٔ سنتی در نظر گرفته می‌شوند، اکثراً در سدهٔ چهارم هجری (دهم میلادی) شروع به ظهور کردند و تنها در قرن بعد به شکل قطعی خود رسیدند. نعمانی، ابن‌بابویه و شیخ طوسی از مهم‌ترین تک‌نگاری‌ها در این زمینه هستند.